# NGC 3101
NGC 3101 је спирална галаксија у сазвежђу Секстант која се налази на NGC листи објеката дубоког неба.
Деклинација објекта је - 2° 59' 41" а ректасцензија 10h 1m 35,5s. Привидна величина (магнитуда) објекта NGC 3101 износи 14,5 а фотографска магнитуда 15,4. NGC 3101 је још познат и под ознакама MCG 0-26-11, CGCG 8-24, PGC 29025.